# Gros-Réderching
Gros-Réderching és un municipi francès, situat al departament del Mosel·la i a la regió del Gran Est. L'any 2007 tenia 1.349 habitants.

## Demografia

### Població
El 2007 la població de fet de Gros-Réderching era de 1.349 persones. Hi havia 490 famílies, de les quals 86 eren unipersonals (33 homes vivint sols i 53 dones vivint soles), 159 parelles sense fills, 212 parelles amb fills i 33 famílies monoparentals amb fills.
La població ha evolucionat segons el següent gràfic:
Habitants censats

### Habitatges
El 2007 hi havia 520 habitatges, 496 eren l'habitatge principal de la família, 7 eren segones residències i 17 estaven desocupats. 488 eren cases i 30 eren apartaments. Dels 496 habitatges principals, 417 estaven ocupats pels seus propietaris, 61 estaven llogats i ocupats pels llogaters i 17 estaven cedits a títol gratuït; 1 tenia una cambra, 7 en tenien dues, 37 en tenien tres, 70 en tenien quatre i 380 en tenien cinc o més. 464 habitatges disposaven pel capbaix d'una plaça de pàrquing. A 170 habitatges hi havia un automòbil i a 287 n'hi havia dos o més.

### Piràmide de població
La piràmide de població per edats i sexe el 2009 era:
| Homes | Edats   | Dones |
| ----- | ------- | ----- |
| 0     | 95 o +  | 0     |
| 0     | 90 a 94 | 0     |
| 0     | 85 a 89 | 12    |
| 4     | 80 a 84 | 4     |
| 20    | 75 a 79 | 20    |
| 16    | 70 a 74 | 24    |
| 24    | 65 a 69 | 24    |
| 20    | 60 a 64 | 36    |
| 20    | 55 a 59 | 28    |
| 60    | 50 a 54 | 40    |
| 56    | 45 a 49 | 44    |
| 52    | 40 a 44 | 40    |
| 44    | 35 a 39 | 52    |
| 52    | 30 a 34 | 48    |
| 32    | 25 a 29 | 28    |
| 28    | 20 a 24 | 24    |
| 64    | 15 a 19 | 44    |
| 56    | 10 a 14 | 32    |
| 36    | 5 a 9   | 24    |
| 28    | 0 a 4   | 24    |

## Economia
El 2007 la població en edat de treballar era de 894 persones, 655 eren actives i 239 eren inactives. De les 655 persones actives 612 estaven ocupades (356 homes i 256 dones) i 43 estaven aturades (19 homes i 24 dones). De les 239 persones inactives 56 estaven jubilades, 74 estaven estudiant i 109 estaven classificades com a «altres inactius».

### Ingressos
El 2009 a Gros-Réderching hi havia 486 unitats fiscals que integraven 1.325 persones, la mediana anual d'ingressos fiscals per persona era de 18.011 €.

### Activitats econòmiques
Dels 30 establiments que hi havia el 2007, 1 era d'una empresa alimentària, 5 d'empreses de construcció, 6 d'empreses de comerç i reparació d'automòbils, 2 d'empreses de transport, 1 d'una empresa d'hostatgeria i restauració, 3 d'empreses financeres, 2 d'empreses immobiliàries, 4 d'empreses de serveis i 6 d'empreses classificades com a «altres activitats de serveis».
Dels 11 establiments de servei als particulars que hi havia el 2009, 1 era una oficina bancària, 1 taller de reparació d'automòbils i de material agrícola, 2 fusteries, 1 lampisteria, 2 perruqueries, 1 veterinari, 1 restaurant i 2 salons de bellesa.
Dels 2 establiments comercials que hi havia el 2009, 1 era una botiga de més de 120 m² i 1 una joieria.
L'any 2000 a Gros-Réderching hi havia 19 explotacions agrícoles que ocupaven un total de 2.115 hectàrees.

## Equipaments sanitaris i escolars
El 2009 hi havia 1 escola maternal i 1 escola elemental.

## Poblacions més properes
El següent diagrama mostra les poblacions més properes.